# Zsolt Baumgartner
Vous lisez un « bon article » labellisé en 2016.
Pour les articles homonymes, voir Baumgartner.
Dans le nom hongrois Baumgartner Zsolt, le nom de famille précède le prénom, mais cet article utilise l’ordre habituel en français Zsolt Baumgartner, où le prénom précède le nom.
Zsolt Baumgartner, né le 1er janvier 1981 à Debrecen, est un pilote automobile hongrois. Il est l'unique pilote hongrois à participer à un Grand Prix de Formule 1 et à marquer un point. Il participe à vingt Grands Prix entre 2003 et 2004 pour Jordan Grand Prix puis pour la Scuderia Minardi.
Après des débuts en karting dans son pays natal, il passe à la monoplace en 1997 en Formule Renault. Il passe ses trois années suivantes dans cette formule, dans les championnats allemand, français et européen, étant notamment sacré champion d'Allemagne en 1999. En 2000, il rejoint la Formule 3 allemande où il dispute deux saisons sans briller, ne montant sur aucun podium, se classant treizième pour sa première saison et dix-septième la saison suivante. En 2001, il participe également à la Formule 3000, antichambre de la Formule 1. Ne marquant aucun point en 2001, il en inscrit un seul en 2002 et pilote pour la première fois de sa carrière une monoplace de Formule 1, la Jordan EJ12. En 2003, il termine quatorzième de la Formule 3000 avec six points et devient pilote d'essais de Jordan Grand Prix, grâce au soutien d'entreprises nationales et du gouvernement hongrois.
Participant à plusieurs séances d'essais libres dans le cadre du championnat du monde de Formule 1 2003, il remplace pour deux Grands Prix le titulaire Ralph Firman, blessé. Pressenti pour être titularisé au sein de l'équipe irlandaise pour la saison 2004, il rejoint finalement la Scuderia Minardi. Avec l'une des écuries les plus modestes du championnat, il passe la saison en fond de grille mais parvient à marquer son premier et unique point lors du Grand Prix des États-Unis 2004 qu'il termine à la huitième place. Malgré cela, il n'est pas prolongé chez Minardi pour 2005 et perd progressivement contact avec la Formule 1. Depuis, il effectue quelques brèves apparitions en sport automobile, en tant que pilote de réserve en Champ Car en 2007 notamment, ou en tant que pilote de Formule 1 biplaces lors de démonstrations dans de grandes villes. Il est consultant pour Magyar Televízió dans le cadre des Grands Prix de Formule 1 depuis 2012 et homme d'affaires dans l'agriculture.

## Biographie

### Enfance et débuts en sport automobile (1981-1999)
Zsolt Baumgartner, fils d'un concessionnaire automobile, naît le 1er janvier 1981 à Debrecen et passe son enfance près du monde de l'automobile. Il fait ses débuts en compétition de karting à l'âge de treize ans. Il est notamment sacré vice-champion junior de Hongrie en 1994 et 1995.
Il fait ses débuts en monoplace en 1997 dans la deuxième classe (1 700 cm3) du championnat d'Allemagne de Formule Renault dans l'équipe de Walter Lechner, terminant parmi les trois premiers du classement général final. En 1998, il rejoint le championnat de France de Formule Renault. Il intègre l'école réputée « La Filière », lancée par Alain Prost, et termine troisième dans le classement de l'école. En 1999, il termine troisième de l'Eurocup Formula Renault, et est également sacré champion d'Allemagne de Formule Renault dans la classe principale (2 000 cm3) avec au moins trois victoires,,,.

### Saisons anonymes en Formule 3 et Formule 3000 (2000-2002)
En 2000, il passe en Formule 3, concourant dans le championnat allemand avec GM Motorsport. Il se montre régulier dans les dix premiers, mais ne monte jamais sur un podium, ayant pour meilleur résultat deux quatrièmes places sur le Hockenheimring et le Norisring,. Il se classe finalement treizième du championnat avec 41 points et sixième meilleur débutant. En 2001, un temps pressenti pour rester chez GM Motorsport, le pilote hongrois reste bien en Formule 3 allemande mais rejoint Trella Motorsport, aidé par son sponsor Mol qui devient partenaire de l'équipe, laissant une place vacante chez son ancienne écurie. Sa deuxième saison est plus difficile que la précédente, son meilleur résultat en course n'étant qu'une sixième place sur le Sachsenring. Avec 18 courses disputées sur les 20 du championnat, Zsolt Baumgartner se classe seulement 17e avec 25 points.
En parallèle à son programme en Formule 3, il rejoint en cours de saison la Formule 3000 durant l'année 2001 avec le Prost Junior F3000 Team, devenant le premier pilote hongrois de cette catégorie,. Ses performances sont assez médiocres, le pilote hongrois ne marquant aucun point en sept courses, obtenant pour meilleur résultat une treizième place à Spa-Francorchamps, ses coéquipiers Jonathan Cochet et Norberto Fontana ne marquant également aucun point durant cette période. Zsolt Baumgartner, en ayant participé à sept courses sur les douze du championnat, n'inscrit aucun point et est donc non classé, alors que son équipe Prost Junior F3000 Team est onzième, avec quatre points gagnés avant l'arrivée de Baumgartner.
En 2002, il rejoint Coca-Cola Nordic Racing, l'équipe ayant amené Justin Wilson au titre l'année précédente, avec pour coéquipier Ryan Briscoe, champion d'Italie en titre de Formule Renault,. La première course à Interlagos montre toutefois que l'équipe britannique ne pourra pas faire de grandes performances comme l'année précédente, Baumgartner abandonnant. Les courses suivantes ne sont guère meilleures pour le pilote hongrois qui termine hors des points ou abandonne. Pour la première fois de sa carrière en Formule 3000, il termine dans les huit premiers, mais hors des points, sur le Hockenheimring. Ensuite, Zsolt Baumgartner pilote pour la première fois une monoplace de Formule 1, la Jordan EJ12, dans le cadre d'une démonstration en marge du Grand Prix de Hongrie, devenant le premier pilote hongrois à piloter une Formule 1 depuis Csaba Kesjár, pilote d'essais pour Zakspeed en 1987,. Durant cette semaine, il effectue une démonstration de trois tours avant le Grand Prix, devant son public. Il revient ensuite à la Formule 3000 où il termine de nouveau à la porte des points, en terminant septième sur le Hungaroring puis huitième à Spa-Francorchamps. Pour la dernière course à Monza, Baumgartner termine à nouveau septième mais profite de la disqualification d'Antônio Pizzonia un mois plus tard pour prendre la sixième place de la course et inscrire son premier point de sa carrière, ainsi que l'unique de son équipe,. Ainsi, Zsolt Baumgartner se classe quinzième du championnat avec un point, alors que son équipe est neuvième avec également une seule unité.

### Carrière en Formule 1 (2003-2004)

#### Programme entre Formule 3000 et essais en Formule 1 (2003)
En 2003, Zsolt Baumgartner rejoint Coloni Motorsport en Formule 3000. Il a pour coéquipier le Brésilien Ricardo Sperafico, cinquième l'an dernier. Pour le début de la saison à Imola, le pilote hongrois termine dixième alors que son coéquipier figure sur le podium de la course. À Barcelone, Zsolt Baumgartner inscrit ses premiers points de la saison en se classant septième de la course,.
Le 15 mai 2003, Baumgartner est officiellement recruté comme pilote d'essai chez Jordan Grand Prix, évoluant dans le championnat du monde de Formule 1,. Gyorgy Janosi, ministre de la jeunesse et des sports hongrois, sollicite trente-trois « sponsors potentiels » pour financer la saison du jeune homme, tout en espérant une publicité pour le Grand Prix automobile de Hongrie. Même si le pilote se réjouit de cette signature, il préfère se concentrer sur le championnat de Formule 3000, désirant « devenir de plus en plus compétitif » dans cette catégorie,. Eddie Jordan, propriétaire de l'écurie, déclare avoir été impressionné par la vitesse du hongrois et que « [Baumgartner] ne serait pas dans une voiture de Jordan s'il n'avait pas le talent ». Il est prévu que ce dernier effectue un test à Silverstone puis les essais libres, les vendredis précédant les Grands Prix d'Allemagne et de Hongrie,.
Toutefois, malgré cette nomination, lors de la manche suivante de Formule 3000 à Spielberg, le pilote hongrois, terminant hors des points, est de nouveau surclassé par son coéquipier qui s'impose. À Monaco, il réalise son meilleur résultat en Formule 3000, en terminant cinquième de l'épreuve,. Les manches suivantes sont plus compliquées pour le pilote hongrois qui termine près des points avec deux onzièmes places au Nürburgring et à Silverstone, et deux neuvièmes places à Magny-Cours et au Hockenheimring.
Fin juillet, il effectue un premier test de 50 kilomètres à Silverstone, roulant pour la première fois avec la Jordan EJ13. Début août, en tant que troisième pilote, il participe à la première séance d'essais libres du Grand Prix d'Allemagne, longue de deux heures, au terme de laquelle il se montre satisfait : « C'était mon premier vrai essai, en faisant 47 tours. Je l'ai énormément apprécié. C'était de grandes sensations et je suis heureux de ne pas avoir fait d'erreurs, de n'être pas sorti et de ne pas avoir endommagé la voiture. Je pense que c'était une séance positive et que j'ai pu faire tout ce que les ingénieurs m'ont demandé. ».

#### Débuts en Grand Prix chez Jordan (2003)

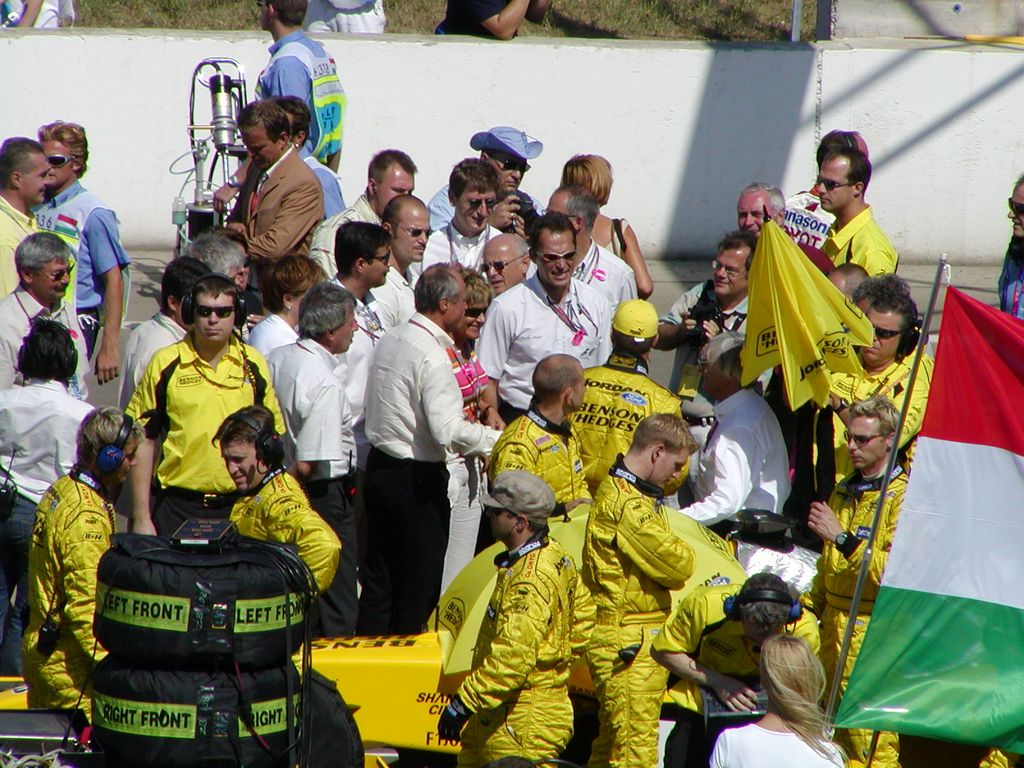
Mécaniciens de Jordan autour de la voiture de Baumgartner avant le Grand prix de Hongrie 2003.

Quelques jours avant le Grand Prix de Hongrie, Baumgartner désire « aider l'équipe à collecter des informations pour travailler sur leur stratégie ». Le pilote évoque même le nouveau tracé du circuit qu'il juge « plus difficile » que le précédent. Lors des essais libres, le titulaire Ralph Firman perd son aileron arrière et sort violemment de la piste,. Pour les qualifications du lendemain, Baumgartner le remplace. Ne possédant pas de Super Licence lors de son arrivée en Formule 1, il en reçoit une car la période de probation de quatorze jours est passée. Il devient ainsi le premier pilote hongrois à prendre le départ d'un Grand Prix de Formule 1, et le premier Hongrois à piloter en Grand Prix depuis Ferenc Szisz dans les années 1900. Baumgartner court devant son public et se classe dix-neuvième et avant-dernier sur la grille de départ, à trois secondes de son coéquipier Giancarlo Fisichella, et devançant la Minardi de Nicolas Kiesa. Grâce à plusieurs abandons, Baumgartner se retrouve treizième mais doit se retirer, pour sa première course, du fait d'un problème avec son moteur au trente-quatrième tour,. Sa performance est saluée par son écurie et les journalistes. Baumgartner remplace une nouvelle fois Firman lors d'essais sur le circuit de Monza. L'Anglais n'est pas autorisé à reprendre le volant et Baumgartner est pressenti pour conduire la Jordan, lors du prochain Grand Prix, tout comme Björn Wirdheim, qui a déjà effectué des essais pour l'écurie Jordan. Finalement, le Hongrois est nommé comme titulaire pour le Grand Prix d'Italie 2003. Dix-huitième des qualifications, il termine onzième, juste derrière son coéquipier Fisichella. Après cette épreuve, Nick Heidfeld critique la conduite de Baumgartner, l'accusant de l'avoir bloqué inutilement, alors que le pilote Jordan avait un tour de retard, et de lui avoir fait perdre beaucoup de temps.
Ralph Firman fait son retour après Monza et termine la saison, renvoyant le pilote Coloni en réserve. Les deux Grands Prix disputés par le Hongrois correspondent aux deux dernières manches du championnat international de Formule 3000 qu'il a donc manquées. Zsolt Baumgartner se classe donc 14e du championnat avec six points, alors que son coéquipier est sacré vice-champion. À partir de là, Baumgartner essaye de faire le point sur sa situation. Une agence de presse hongroise avance qu'il pourrait être pérennisé comme titulaire chez Jordan, pour la saison 2004 de Formule 1, s'il vient à récolter assez d'argent via ses sponsors. Néanmoins, malgré l'aide de la CIB Bank, du pétrolier MOL et de la compagnie d'assurance Uniqa, il manque trois millions de dollars au jeune homme pour signer à nouveau avec l'écurie irlandaise. De plus, Nick Heidfeld est annoncé comme pilote titulaire et les pilotes Firman, Heinz-Harald Frentzen et Jos Verstappen seraient candidats pour le deuxième volant. L'agent de Baumgartner, Tamas Frank, annonce également qu'une écurie souhaitant intégrer la Champ Car, pour le prochain championnat, a fait une offre à Baumgartner.

#### Titulaire avec Minardi (2004)
Vers la fin de l'année 2003, Baumgartner entre en contact avec Paul Stoddart, propriétaire de Minardi. Quelques jours avant Noël, l'écurie italienne évoque l'arrivée du pilote hongrois comme titulaire pour la saison 2004, aux côtés de Gianmaria Bruni,. Le gouvernement hongrois s'engage à lui verser 4 millions d'euros, soit 850 millions de forints,, soit bien plus que le gouvernement néerlandais pour Jos Verstappen, et Baumgartner est officialisé dans les rangs de Minardi le 23 décembre 2003. La compagnie MOL est déçue de ce choix, espérant une prolongation du côté de chez Jordan. Elle avait signé un accord avec Baumgartner pour un financement de 1,5 million de dollars, dans le cas d'une signature comme titulaire avec la dernière écurie du Hongrois. Après avoir menacé de ne rien payer, risquant de faire perdre la place de titulaire à Zsolt, des négociations débutent entre le pétrolier et le pilote pour trouver un arrangement. MOL prend la décision finale de réduire son investissement.

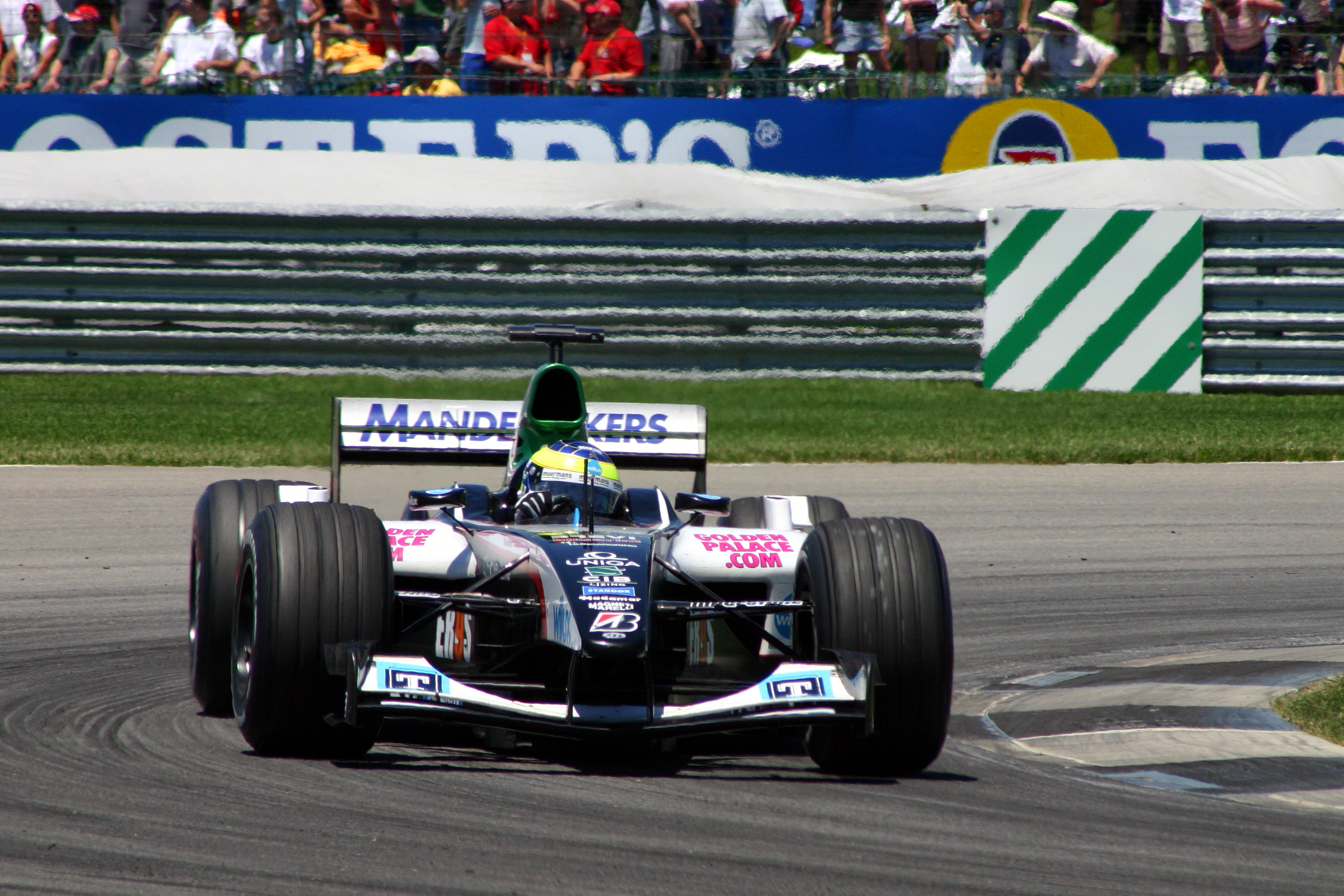
Zsolt Baumgartner sur Minardi PS04B au Grand Prix des États-Unis en 2004.

En janvier 2004, une compagnie autrichienne propose d'apporter son soutien financier mais Baumgartner refuse, voulant représenter son pays. Un « Fan club Zsolt Baumgartner » voit le jour et ses supporters créent un compte bancaire pour lui permettre de récolter des fonds et financer sa saison,. Quelques jours plus tard, le pilote effectue un premier versement à Minardi, lui permettant de participer au moins à quatre courses. Le 27 janvier 2004, il fait ses premiers tests avec une Minardi PS04, châssis de l'Arrows A23 acheté par Paul Stoddart, sur le circuit de Valence Ricardo Tormo. Après MOL, le ministère des sports hongrois revient sur sa parole et annule le financement de 3,75 millions d'euros. Cette participation financière du gouvernement est mal acceptée par une partie de l'opinion publique magyar, provoquant son annulation. En contrepartie, l'entreprise publique gérant le Hungaroring apporte son soutien à hauteur de 275 000 euros. De nouveaux tests sont effectués sur le circuit de Misano et Baumgartner a l'occasion de conduire la Minardi PS04B, version améliorée de la PS03,. Stoddart affirme, dans le courant du mois de février, que le Hongrois participera à l'ensemble de la saison 2004 avec l'écurie Minardi
Pour la première course de l'année, en Australie, Baumgartner est la dernière voiture sur la grille de départ. Gêné par un problème électrique au niveau du moteur, il fait un arrêt aux stands au huitième tour avant de se retirer quelques minutes plus tard,. Au Grand Prix de Malaisie, les deux pilotes Minardi font un bon départ depuis le fond de grille et réalisent de bons arrêts. L'ancien pilote Jordan doit se battre avec un déséquilibre au niveau de son châssis mais parvient à terminer la course, prenant la seizième et dernière place classée, à un tour de Bruni, quatorzième,. À Bahreïn, pour la première de cette nouvelle manche du championnat, Baumgartner retrouve la dernière place en qualifications. Confronté à un problème électrique en début de course, il doit réinitialiser son système. Néanmoins, il doit abandonner dans la dernière partie du Grand Prix à cause de son moteur,.
Sur le circuit d'Imola, pour le Grand Prix de Saint-Marin, les qualifications se révèlent décevantes pour Minardi, positionnant ses deux voitures sur la dernière ligne. Lors des essais libres, Baumgartner rate un virage et s'écrase contre une barrière de sécurité. Occupant la voiture de remplacement pour les qualifications, le Hongrois rate le même virage, sans dégâts, et n'arrive pas à réaliser un temps respectable. Toutefois, il réalise une bonne course et termine au quinzième rang,. Deux semaines plus tard, en Espagne, il est handicapé par un problème technique dès le départ, perdant plusieurs secondes. Il abandonne, au dix-septième tour, après un tête-à-queue,.

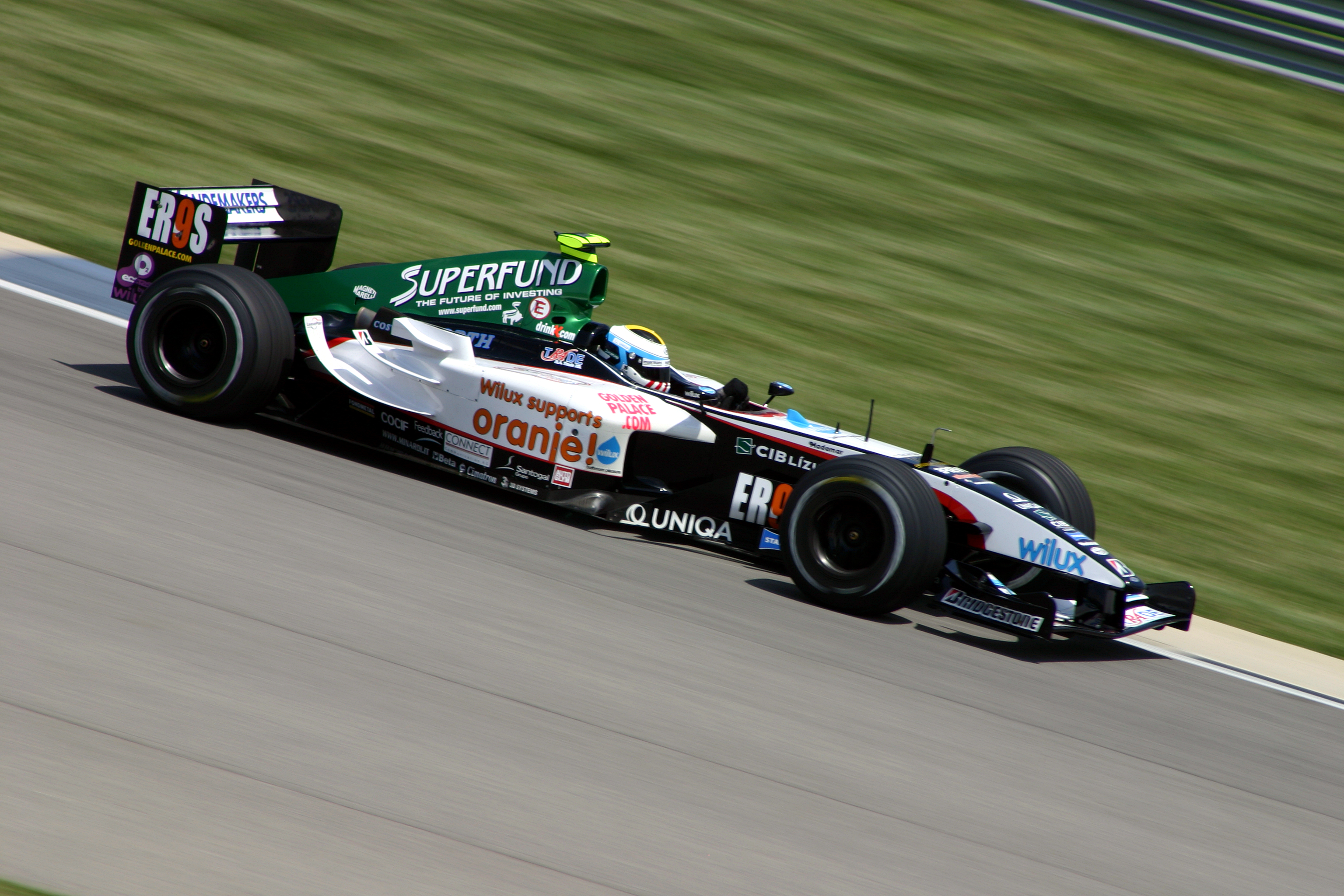
Zsolt Baumgartner lors du Grand Prix des États-Unis 2004.

À Monaco, les deux Minardi tapent le mur pendant les essais libres et n'effectuent pas beaucoup de tours du fait des réparations. Avant-dernier mais devant son coéquipier en qualifications, Baumgartner effectue un bon départ mais redémarre son système après un problème de boîte de vitesses au premier virage. Profitant de nombreux abandons, dont celui de Bruni, il termine neuvième, aux portes des points, à six tours du vainqueur Jarno Trulli. Lors des essais libres du Grand Prix d'Europe, les deux pilotes Minardi changent leurs moteurs et reçoivent une pénalité de dix places sur la grille de départ. Cependant, les deux monoplaces terminent la course et Baumgartner suit son coéquipier, prenant la quinzième place. Dix-septième au départ de la manche canadienne, le Magyar termine à la dixième place après plusieurs accidents et disqualifications,. Aux États-Unis, Baumgartner est dernier sur la grille de départ mais, là encore, profite de multiples forfaits pour grimper au classement. Après l'abandon de Giancarlo Fisichella, le pilote Minardi prend la huitième position et décroche le premier et unique point de sa carrière,,. Le pilote est porté en triomphe par les mécaniciens lors de son retour au garage et qualifie sa performance de « miracle »,.
Trois jours après ce point, des négociations sont annoncées entre Baumgartner et une autre écurie pour un essai lors de l'été. Son agent « espère qu'il puisse progresser dans une équipe de meilleur niveau [en 2005] ». En France, il fait une sortie de piste et doit abandonner,. Il doit également se retirer lors du Grand Prix de Grande-Bretagne du fait d'un problème de moteur dans un week-end marqué par la mort de John Walton, directeur sportif de Minardi,. Après avoir touché le mur lors des essais libres en Allemagne, Baumgartner réalise le dernier temps des qualifications. Le Hongrois termine seizième et devant son coéquipier Gianmaria Bruni. Il est encore devant lui aux qualifications du Grand Prix de Hongrie, mais termine quinzième de cette course éprouvante,. Lors du tour de chauffe, un problème au niveau d'un capteur oblige Baumgartner à rentrer aux stands et à prendre le départ depuis cet endroit. Pendant son deuxième ravitaillement, son moteur tombe en panne avant d'être redémarré. Les deux Minardi réalisent une bonne séance de qualification en Belgique et Baumgartner se positionne dix-huitième, derrière Bruni mais devant Giorgio Pantano sur Jordan et Ricardo Zonta avec sa Toyota. Au premier tour, en cherchant à éviter Takuma Satō en difficulté, Bruni fait un écart mais se fait percuter par Baumgartner,. L'Italien abandonne mais son coéquipier peut continuer la course après un arrêt aux stands. Alors que Zsolt est quatorzième, Jenson Button le dépasse mais l'un de ses pneus explose et le pilote BAR percute la Minardi, entraînant le forfait des deux pilotes à plus de quinze tours de l'arrivée,. Après cette manche, il participe à des essais avec Minardi à Monza, travaillant sur les pneus et le châssis de la monoplace.
Lors des essais libres du Grand Prix d'Italie, Pantano perd le contrôle de sa voiture et percute Baumgartner. La Minardi étant endommagée, le Hongrois prend celle de remplacement pour les qualifications et se classe dernier sur la grille. Il termine la course à la quinzième place. En Chine, il termine la course à la seizième place pour ce premier Grand Prix dans ce pays. Pendant un arrêt aux stands, il percute des membres de son écurie, en entrant dans son garage, mais aucun blessé n'est à déplorer. Baumgartner ne prend pas part aux qualifications du Grand Prix du Japon après avoir envoyé sa voiture dans le gravier lors des essais libres. Démarrant de la voie des stands, il doit abandonner au quarante-et-unième tour après un tête-à-queue, entraînant une sortie de piste. Pour le dernier Grand Prix de la saison, au Brésil, Baumgartner demande à rentrer aux stands après le tour de chauffe. Se battant avec son coéquipier pendant toute la course, il finit devant lui, prenant la seizième position,. Baumgartner termine dernier au classement des pilotes avec un point.
À la fin de la saison 2004, des questions sur l'avenir de Baumgartner se posent. Le pilote hongrois révèle que s'il continue en Formule 1, il a de grandes chances de rester à Minardi ou de revenir chez Jordan. Il avoue aussi que s'il ne peut rester dans son équipe, il pourrait devenir pilote d'essai pour une écurie importante. En novembre 2004, il participe aux essais de Minardi à Misano avec plusieurs pilotes dont Christijan Albers, Robert Doornbos, Patrick Friesacher, Nicolas Kiesa, Pastor Maldonado et Tiago Monteiro,. Giancarlo Minardi déclare qu'il restera probablement chez Minardi pour l'année prochaine. Cependant, quelques jours plus tard, Paul Stoddart annonce que Christijan Albers sera titulaire la saison prochaine et que rien n'est encore décidé pour le deuxième volant de la Scuderia. Les sept pilotes ayant participé aux essais de Misano sont en concurrence pour cette place. En février 2005, Baumgartner continue de discuter avec Jordan et Minardi même si Kielsa est pressenti pour conduire la voiture noire. Finalement, Patrick Friesacher signe un contrat d'un an avec Minardi et devient le coéquipier d'Albers. Zsolt Baumgartner se retrouve sans volant pour la saison 2005.

### Apparitions occasionnelles en sport automobile et reconversion

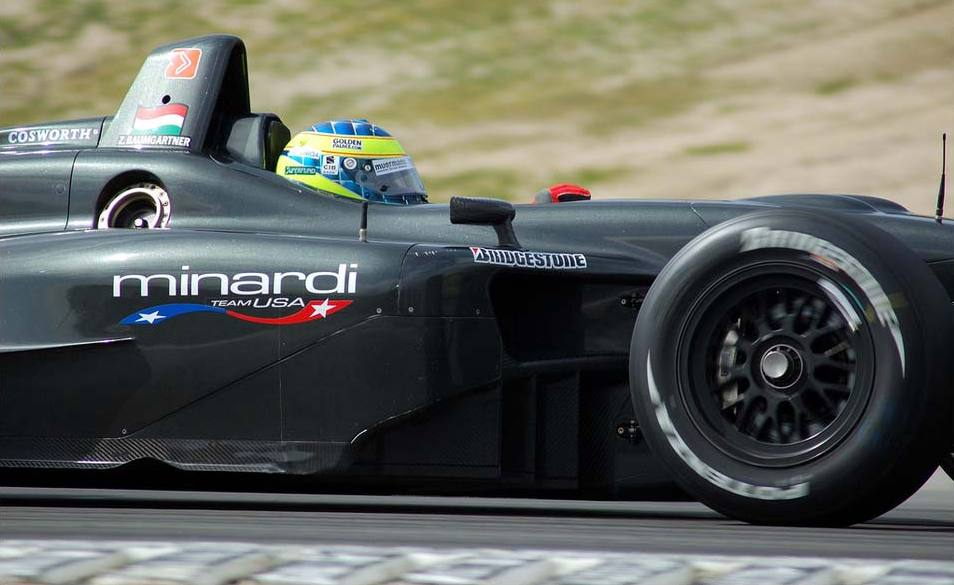
Zsolt Baumgartner, avec la Minardi Team USA, lors d'essais dans la catégorie Champ Car en mars 2007.

Au Grand Prix de Saint-Marin 2005, Baumgartner est aperçu dans les paddocks. Lors de ce week-end de course, le Magyar rencontre plusieurs écuries en vue d'un poste de pilote d'essai. Plus tard dans la saison, Friesacher doit laisser sa place de titulaire chez Minardi, son sponsor ne payant plus l'écurie. Robert Doornbos est favori pour prendre sa place mais Baumgartner est également annoncé comme potentiel remplaçant. Finalement, c'est le Néerlandais qui est choisi. Le Hongrois est également dans les papiers de Jordan pour les futures séances d'essais libres.
En mars 2007, il est engagé comme pilote de réserve et d'essais pour Minardi Team USA par son ancien patron Paul Stoddart qui vient d'acquérir une équipe de Champ Car. Il roule notamment sur le circuit de Laguna Seca, et y signe un meilleur tour en 1 min 10 s 415. De 2008 à 2010, il est pilote d'essais en Superleague Formula pour le Tottenham Hotspur FC,.
En août 2010, il est invité dans le stand de l'écurie autrichienne Atlas eFX dans le cadre des 1 000 kilomètres du Hungaroring (en) du Hungaroring, où une Saleen S7-R est engagée en catégorie GT1. Norbert Walchhofer, le patron de l'équipe, est en pleine discussion avec le pilote hongrois pour une titularisation en Intercontinental Le Mans Cup : « Nous parlons avec lui pour l'Intercontinental Le Mans Cup. En conséquence, nous l'avons invité afin qu'il découvre l'écurie. Nous poursuivrons nos discussions, avec l'espoir qu'il roule avec nous à partir de Silverstone ». Finalement, il juge que la « voiture n'est pas assez compétitive dans son état actuel », mais qu'il n'écarte pas de rouler en endurance, prenant contact avec diverses équipes de LMP2 et de LMP1, sans succès.
Zsolt Baumgartner effectue plusieurs démonstrations sur des anciennes Minardi transformées en voitures biplaces, avec des invités installés juste derrière Baumgartner qui pilote la voiture,. Avant quelques éditions des années 2010 du Grand Prix d'Australie, Zsolt Baumgartner roule à Melbourne sur ces biplaces, ayant parfois pour copilote un journaliste australien renommé, l'ambassadrice du Grand Prix d'Australie Elyse Knowles, ou le joueur de football Alessandro Del Piero,,. À partir du Grand Prix d'Espagne 2017, et ce, pour dix manches de la saison 2017, tout comme Patrick Friesacher, il effectue à nouveau des démonstrations sur des F1 biplaces, des Tyrrell 026 détenues par Paul Stoddart, emmenant avec lui, des journalistes, des célébrités et des spectateurs. Paul Stoddart, après avoir racheté du matériel de l'écurie Manor Racing, a été embauché par Chase Carey, le directeur de la Formule 1, pour permettre ces démonstrations, et rendre la Formule 1 plus accessible.
Zsolt Baumgartner devient consultant pour M1, chaîne de télévision hongroise diffusant la Formule 1 à partir de 2012,. En 2016, la Formule 1 et ses courses-supports deviennent diffusées sur M4 Sport, et Baumgartner reste consultant, animant également une émission spécialisée avec le journaliste sportif Dávid Sándor. En parallèle, il est également homme d'affaires, dans l'agriculture notamment.

## Résultats en compétition automobile

### Palmarès
- Vice-champion du championnat d'Allemagne de Formule Renault en 1997
- Champion d'Allemagne de Formule Renault en 1999

### Résultats en Formule 3
| Saison | Écurie                  | Châssis      | Moteur | Engagements | Pole positions | Victoires | Podiums | Meilleurs tours | Points inscrits | Classement |
| ------ | ----------------------- | ------------ | ------ | ----------- | -------------- | --------- | ------- | --------------- | --------------- | ---------- |
| 2000   | GM Motorsport           | Dallara F399 | Opel   | 18          | 0              | 0         | 0       | 0               | 41              | 13e        |
| 2001   | MOL - Trella Motorsport | Dallara F300 | Opel   | 18          | 0              | 0         | 0       | 0               | 25              | 17e        |

### Résultats en Formule 3000
| Saison | Écurie                  | Châssis     | Moteur | Engagements | Pole positions | Victoires | Podiums | Meilleurs tours | Points inscrits | Classement |
| ------ | ----------------------- | ----------- | ------ | ----------- | -------------- | --------- | ------- | --------------- | --------------- | ---------- |
| 2001   | F3000 Prost Junior Team | Lola T99/50 | Zytek  | 7           | 0              | 0         | 0       | 0               | 0               | NC         |
| 2002   | Coca-Cola Nordic Racing | Lola B2/50  | Zytek  | 12          | 0              | 0         | 0       | 0               | 1               | 15e        |
| 2003   | Coloni Motorsport       | Lola B2/50  | Zytek  | 8           | 0              | 0         | 0       | 0               | 6               | 14e        |

### Résultats en championnat du monde de Formule 1
- Meilleur classement en course : 8e (États-Unis)
- Meilleure qualification : 17e (2004 lors des GP d'Australie, de Malaisie et d'Europe)

| Saison | Écurie           | Châssis | Moteur            | Pneus       | Grands Prix disputés | Points inscrits | Classement |
| ------ | ---------------- | ------- | ----------------- | ----------- | -------------------- | --------------- | ---------- |
| 2003   | Jordan Ford      | EJ13    | Ford-Cosworth V10 | Bridgestone | 2                    | 0               | NC         |
| 2004   | Minardi Cosworth | PS04B   | Ford-Cosworth V10 | Bridgestone | 18                   | 1               | 20e        |

| Saison | Écurie           | Châssis       | Moteur            | Pneus | 1       | 2      | 3       | 4      | 5       | 6     | 7      | 8      | 9     | 10      | 11      | 12     | 13      | 14      | 15     | 16     | 17      | 18     | Classement | Points inscrits |
| ------ | ---------------- | ------------- | ----------------- | ----- | ------- | ------ | ------- | ------ | ------- | ----- | ------ | ------ | ----- | ------- | ------- | ------ | ------- | ------- | ------ | ------ | ------- | ------ | ---------- | --------------- |
| 2003   | Jordan Ford      | Jordan EJ13   | Ford-Cosworth V10 | B     | AUS     | MAL    | BRA     | SMR    | ESP     | AUT   | MON    | CAN    | EUR   | FRA     | GBR     | GER    | HON Abd | ITA 11  | USA    | JPN    |         |        | Non classé | 0               |
| 2004   | Minardi Cosworth | Minardi PS04B | Ford-Cosworth V10 | B     | AUS Abd | MAL 16 | BHR Abd | SMR 15 | ESP Abd | MON 9 | EUR 15 | CAN 10 | USA 8 | FRA Abd | GBR Abd | GER 16 | HON 15  | BEL Abd | ITA 15 | CHN 16 | JPN Abd | BRA 16 | 20e        | 1               |

## Vie privée
Zsolt Baumgartner est le fils d'un grand concessionnaire automobile Renault, basé en Hongrie. Passionné de sport automobile dès son enfance, ses pilotes préférés sont Riccardo Patrese et Nigel Mansell.
Durant son passage en Formule 1, Zsolt Baumgartner joue avec la Nazionale Piloti, une équipe de football, constituée entièrement de pilotes de Formule 1.
En août 2014, Zsolt Baumgartner se marie avec Zsófia Bartalis, ancienne championne du monde junior de pentathlon moderne, à Budapest, devant 200 personnes dont son ancien directeur Paul Stoddart et son ami Patrick Friesacher, pilote autrichien.